# Stephanophyes superba
Stephanophyes superba är en nässeldjursart som beskrevs av Chun 1888. Stephanophyes superba ingår i släktet Stephanophyes och familjen Prayidae. Inga underarter finns listade i Catalogue of Life.